# フラスタンツの戦い
フラスタンツの戦いは1499年4月20日にオーストリア・フェルトキルヒのフラスタンツで起きた戦闘。スイス同盟軍と神聖ローマ皇帝マクシミリアン1世が率いる帝国軍との間で起きた、シュヴァーベン戦争の戦闘のうちの一つである。結果的にはスイスが勝利し、帝国軍は大勢の死者を出した。 

## 作戦
シュヴァーベン戦争における多くの襲撃のうちの一つとして、ハプスブルク軍の遠征隊はスイス同盟の村で略奪を行ったため、スイス同盟はフォアアールベルクに軍隊を送ることで報復した。しかしフェルトキルヒの数キロ南東に位置するフラスタンツではハプスブルク軍が強固な木造要塞（Letzi）を築いて、モンタフォン渓谷への侵入を防いでいた。 
フラスタンツの強固な要塞への正面攻撃は不可能だと考えられていたため、スイス軍指揮官を務めたウーリのハインリッヒ・ヴォレプは別の戦闘計画を考案した。すなわち約2,000人の兵士がロワイヤ山を越え、チロル軍を排除して帝国軍の駐留地を側面から攻撃するというものであった。またウルリッヒ・フォン・サックス伯爵指揮下の別の5,000人の兵士はロワイヤ山のふもとに進軍して最初の一団に合流し、同様にロワイヤ山から谷口を守る要塞を目掛けて攻撃することになっていた。さらにグラウビュンデン出身の約1,600人の兵士が帝国の守備隊をフェルトキルヒの湾に引き付けておくために配置された。 

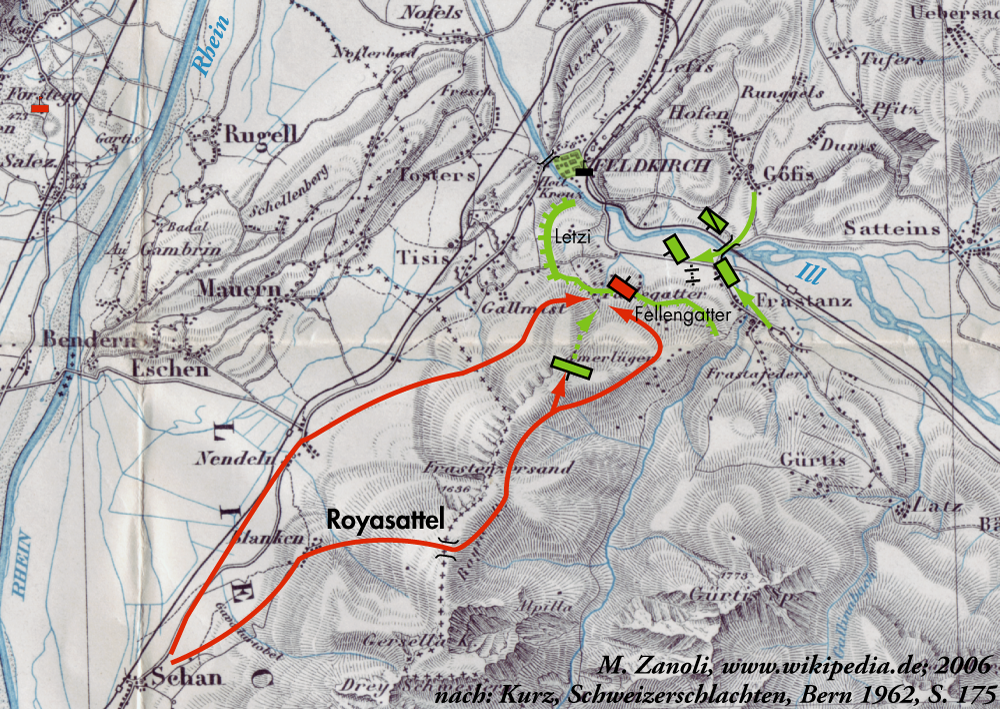
フラスタンツの戦いの状況。 赤はスイス軍、緑はハプスブルク軍。

## 経過
ヴォレプの部隊はすぐにチロル兵と交戦状態に入ったが、なんとか山から降ろし、フェレンガッター（Fellengatter）という地で再び他の部隊と合流した。ハプスブルク軍、とりわけシュヴァーベン同盟の多勢のランツクネヒトが反撃したが、スイス軍が高地から突撃すると帝国軍の戦線は崩壊した。戦況については諸説あり、長く苦戦を強いられたという説もあれば、スイス軍が帝国軍を圧倒したとする説もある。  戦闘の最中にハインリッヒ・ヴォレプは銃弾に倒れたが、 しかしスイス兵は最終的に帝国軍の兵士を後退させたため、逃走する多くの帝国軍の兵士は春の雪解けで増水していたイル川で溺死した。 
スイス兵はその後戦場に3日間駐屯し、その地域の村で略奪や焼き討ちを行った。 